# Ян Максимюк
Ян Максимюк (пол. Jan Maksymiuk, нар . 18 травня 1958, с. Ляхи ) — польський журналіст білоруської національності, перекладач, есеїст, літературний критик, популяризатор підляської мікромови та творець її граматичного опису та словника.

## Біографія
У 1983 році закінчив фізичний факультет Варшавського університету. У травні 1981 року став співзасновником Товариства білоруських студентів. Діяльність незареєстрованої комуністичною владою Асоціації була перервана 13 грудня 1981 року внаслідок введення воєнного стану. Після закінчення навчання три роки працював учителем англійської мови в Білостоці. З вересня 1988 р. по березень 1989 р. був інструктором, а потім секретарем Головної управи Білоруського громадсько-культурного товариства в Польщі. У 1989–1993 роках працював журналістом у тижневику білоруської меншини Нива у Білостоку.
Восени 1993 року почав працювати перекладачем у посольстві США у Варшаві до весни 1998 року. З 1998 року постійно проживає з родиною в Чехії, де працює на Радіо Вільна Європа в Празі. Перші 10 років працював англомовним журналістом в аналітичній частині Радіо, а після її ліквідації у 2008 році перейшов у білоруську редакцію.

## Творчість
Під час роботи в редакції «Ниви» Ян Максимюк поїхав на піврічну наукову стипендію до Нью-Йорка, фінансовану білоруськими емігрантами в США. Результатом цього стала написана білоруською мовою книжка про білоруську гімназію, що діяла в таборах для переміщених осіб у післявоєнній Західній Німеччині: «Беларуская Гімназія імя Янкі Купалы ў Заходняй Германіі 1945–1950».
Літературний доробок Яна Максим’юка у 1993–2004 роках включає переважно переклади художньої літератури з білоруської на польську та з англійської та чеської на білоруську. Серед перекладацьких здобутків Яна Максим’юка варто відзначити білоруські переклади роману Джеймса Джойса «Улісс» (Білосток, том 1, 1993) та повісті Богуміла Грабала «Уроки танців для літніх і просунутих» (Білосток 2000; Мінськ 2007).

### Підляська мікромова
У 2004 році, проаналізувавши результати перепису 2002 року щодо національної ідентифікації та домашньої мови білорусів у Підляському воєводстві, Ян Максимюк виступив з ідеєю розробити стандартизовану версію писемної (літературної) мови на основі східнослов'янських діалектів, які в розмовній мові називають «фольклорними» і вживаються між Нарвою та Бугом (південна частина Підляського воєводства). Мешканці, які називали себе білорусами під час перепису 2002 року, загалом класифікували ці діалекти як білоруські діалекти, а жителі, які ідентифікували себе як українці, називали українськими діалектами. Посилаючись на результати перепису 2002 року та причини, які спонукали його запропонувати окрему східнослов’янську писемність, Ян Максим’юк у 2009 році писав:
...перепис констатував, що одна й та сама група діалектів, залежно від національного вибору респондентів, може сприйматися як білоруська чи українська. Ця ситуація, звичайно, зрозуміла на соціологічному та емоційному рівні, але для лінгвістів це явне протиріччя. Одним із найменш суперечливих шляхів виходу з цього протиріччя, наслідки якого виходять далеко за межі суто академічної проблематики, здається, є прийняття позиції, що «правда лежить посередині» і що підляські говірки можуть бути вихідним матеріалом для розвиток окремої писемності. Така мова може бути окремою опцією під час визначення рідної мови в майбутніх переписах без автоматичного визначення національності користувачів.
Ідею окремої східнослов’янської писемної мікромови, вперше публічно озвучену на Білоруському тріалозі, організованому польсько-білоруським письменником Сократом Яновичем влітку 2004 року, згодом представив Ян Максим’юк у статті «Писати по-свойому»(Pisati po-svojomu, «Czasopis», лютий 2005 р.) та в статті «Незатребуваний творчий потенціал, або тримовні білоруси Підляшшя» (англ. A Creative Potential Unclaimed or The Trilingual Belarusians of Podlachia) в щорічнику «Annus Albaruthenicus 2005», яка є наслідком вищезгаданий Триалог.
У 2008 році Ян Максимюк разом зі своїм братом Олександром Максим’юком створив веб-сайт Svoja.org , який рекламувався як сервіс, «присвячений стандартизації та розвитку нової східнослов’янської писемності — Підляшшя». Сторінка поступово наповнюється текстами підляською, польською та білоруською мовами з різних питань граматики підляської мови, оповіданнями Галини Максим’юк на Підляшші та перекладами літературних творів з англійської, французької, іспанської, німецької, та багатьох інших.

### Співпраця з театром Czrevo
У 2011 році Ян Максим’юк налагодив співпрацю з актрисою Йоанною Стельмашук-Трок і переклав підляською мовою тексти для кількох п’єс, поставлених нею в заснованому нею театрі Czrevo, зокрема до повісті Оксани Забузько «Казка про калинову сопілку» (вистава «Ja j u poli verboju rosła», прем’єра 2011), п’єса Федеріко Гарсіа Лорки «Єрма» (вистава «PustaJa», прем’єра 2013), п’єса Антона Чехова «Пропозиція» (вистава «Divosnuby», прем’єра 2019).
У співпраці з театром Czrevo Ян Максимюк видав на Підляшші дві книжки казок: «Kazki po-svojomu» (Білосток 2017) та «Kazki Andersena dla starych i małych» (Білосток 2019).